# Harjagers kontrakt
Harjagers kontrakt var ett kontrakt i Lunds stift inom Svenska kyrkan. Kontraktet upphörde 31 december 1961.

## Administrativ historik
Kontraktet omnämns 1723 och omfattade:
- församlingar som 1962 överfördes till Onsjö och Harjagers kontrakt
  - Örtofta församling
  - Eslövs församling som före 1952 benämndes Västra Sallerups församling
  - Norrvidinge församling
  - Södervidinge församling
  - Stora Harrie församling
  - Virke församling
  - Remmarlövs församling
  - Lilla Harrie församling
- församlingar som 1962 överfördes till Rönnebergs kontrakt
  - Västra Karaby församling
  - Saxtorps församling
  - Annelövs församling
  - Dagstorps församling
  - Löddeköpinge församling
  - Borgeby församling
  - Barsebäcks församling
  - Kävlinge församling
  - Hofterups församling
  - Högs församling
- församlingar som 1962 överfördes till Torna kontrakt
  - Igelösa församling
  - Odarslövs församling